# أيرلندا المتحدة

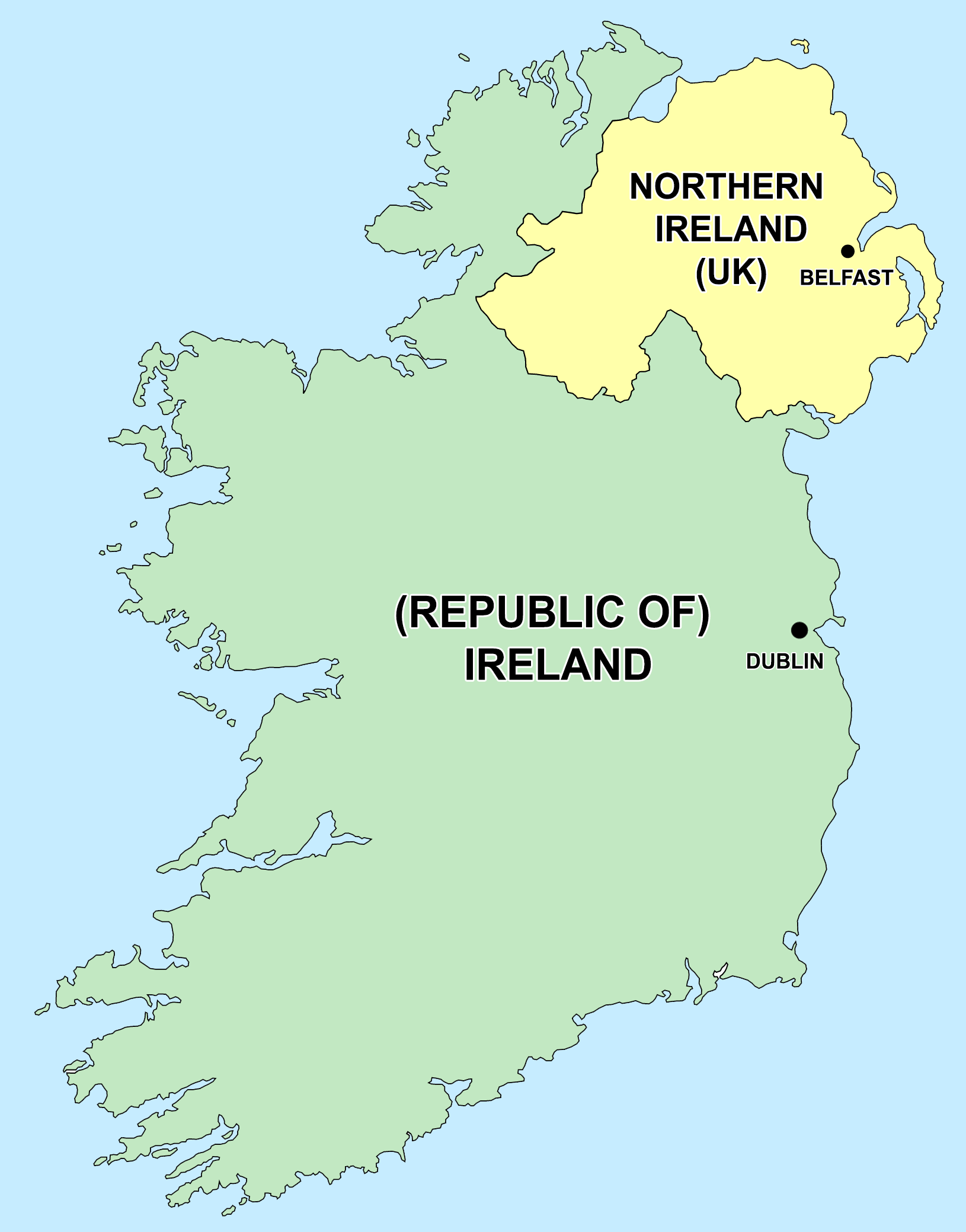
خريطة أيرلندا تظهر جمهورية أيرلندا وأيرلندا الشمالية

أيرلندا المتحدة ، يشار إليها أيضًا باسم إعادة توحيد أيرلندا، هو الاقتراح القائل بأن أيرلندا كلها يجب أن تكون دولة ذات سيادة واحدة. في الوقت الحاضر، الجزيرة منقسمة سياسياً. تتمتع جمهورية أيرلندا ذات السيادة بسلطة قضائية على غالبية أيرلندا، في حين أن أيرلندا الشمالية، التي تقع بالكامل داخل (ولكنها لا تشكل مجمل) مقاطعة أولستر الأيرلندية والتي هي جزء من المملكة المتحدة. يعد تحقيق فكرة دولة أيرلندا موحدة أحد المبادئ الأساسية للقوميين الأيرلنديين.يؤيد الوحدويون بقاء أيرلندا الشمالية جزء من المملكة المتحدة وبالتالي يعارضون فكرة أيرلندا المتحدة.